# Сердюков, Николай Филиппович
Никола́й Фили́ппович Сердюко́в (19 декабря 1924 года, с. Гончаровка, Царицынский уезд, Саратовская губерния — 13 января 1943 года, район хутора Старый Рогачик, Городищенский район, Сталинградская область) — командир отделения 44-го гвардейского стрелкового полка 15-й гвардейской стрелковой дивизии 57-й армии Донского фронта, младший сержант. Герой Советского Союза (1943, посмертно).

## Биография
Родился в 1924 году в селе Гончаровка Красноармейского (до 1923 Черноярского) уезда (ныне Октябрьский район Волгоградской области) в русской крестьянской семье. Получил начальное образование, после чего поступил в школу ФЗО. Окончив её, работал в городе Сталинграде на заводе «Баррикады» слесарем.
В боях Великой Отечественной войны с декабря 1942 года. Сражался на Донском фронте. За взятие в плен немецкого миномётного расчёта Сердюков был представлен к правительственной награде и получил звание младшего сержанта.
13 января 1943 года в бою в районе хутора Старый Рогачик (ныне Новый Рогачик Городищенского района) был ранен, но остался в строю. Продвижение советских бойцов преградили три немецких дзота, расположенных на высотке. Младший сержант Сердюков и двое рядовых поползли в их сторону. Рядовые, следовавшие впереди, гранатами забросали два дзота, но при этом были убиты. Третий дзот продолжал вести стрельбу. Оставшись один и не имея иных средств, Николай Сердюков бросился на амбразуру дзота и закрыл её своим телом. Временная передышка, достигнутая ценой жизни Сердюкова, позволила бойцам из его подразделения уничтожить мешавший продвижению дзот.
Был похоронен на хуторе Старый Рогачик (Городищенский район, Сталинградская область).
Указом Президиума Верховного Совета СССР «О присвоении звания Героя Советского Союза начальствующему и рядовому составу Красной Армии» от 17 апреля 1943 года за «образцовое выполнение боевых заданий командования на фронте борьбы с немецкими захватчиками и проявленные при этом отвагу и геройство» удостоен посмертно звания Героя Советского Союза.

## Награды
- Медаль «Золотая Звезда» (17.04.1943)[1];
- Орден Ленина.

## Память

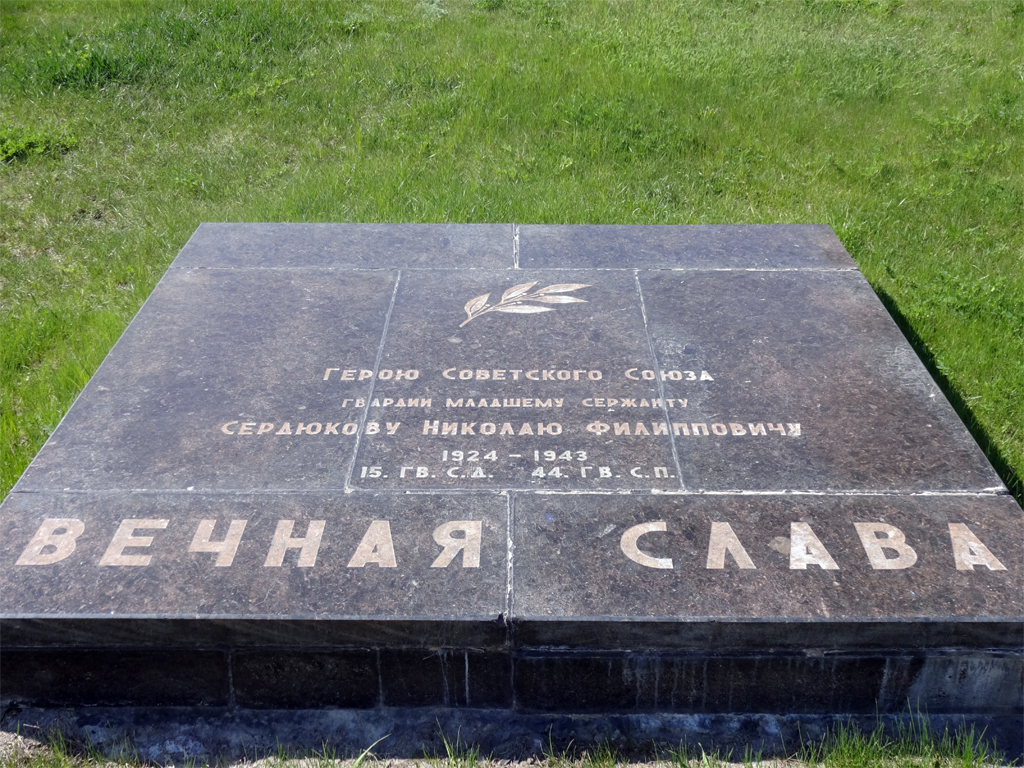
Мемориальная плита Н. Ф. Сердюкова на Мамаевом кургане в Волгограде.

Памятник у техникума нефтяного и газового машиностроения в Волгограде

Подвиг Николая Сердюкова был увековечен на панораме «Разгром немецко-фашистских войск под Сталинградом».

### Памятники и мемориальные доски
- Мемориальная плита на Мамаевом Кургане в Волгограде.
- Памятник в посёлке Новый Рогачик.
- Памятник-бюст у техникума нефтяного и газового машиностроения в Советском районе Волгограда.
- Памятник-бюст у школы № 71 в Красноармейском районе Волгограда.
- Мемориальная доска на здании завода «Баррикады» в Волгограде.
- Мемориальная доска на улице имени Сердюкова в микрорайоне Синеоковский посёлка Новый Рогачик. Открыта 19 ноября 2015 года.

### Улицы
- В посёлке Новый Рогачик, микрорайон Синеоковский: улица Сердюкова и переулок Сердюкова.
- В Красноармейском районе Волгограда.
- В посёлке Октябрьский Волгоградской области.

### Учреждения
- Волгоградский техникум нефтяного и газового машиностроения им. Героя Советского Союза Н. Сердюкова.
- Школа в посёлке Новый Рогачик.